# Margosatubig
Margosatubig è una municipalità di quarta classe delle Filippine, situata nella Provincia di Zamboanga del Sur, nella regione della Penisola di Zamboanga.
Margosatubig è formata da 17 baranggay:
- Balintawak
- Bularong
- Digon
- Guinimanan
- Igat Island
- Josefina
- Kalian
- Kolot
- Limamawan
- Limabatong
- Lumbog
- Magahis
- Poblacion
- Sagua
- Talanusa
- Tiguian
- Tulapoc